# Tetraopes subfasciatus
Tetraopes subfasciatus är en skalbaggsart som beskrevs av Bates 1881. Tetraopes subfasciatus ingår i släktet Tetraopes och familjen långhorningar. Inga underarter finns listade i Catalogue of Life.